# Ulmenkrieg

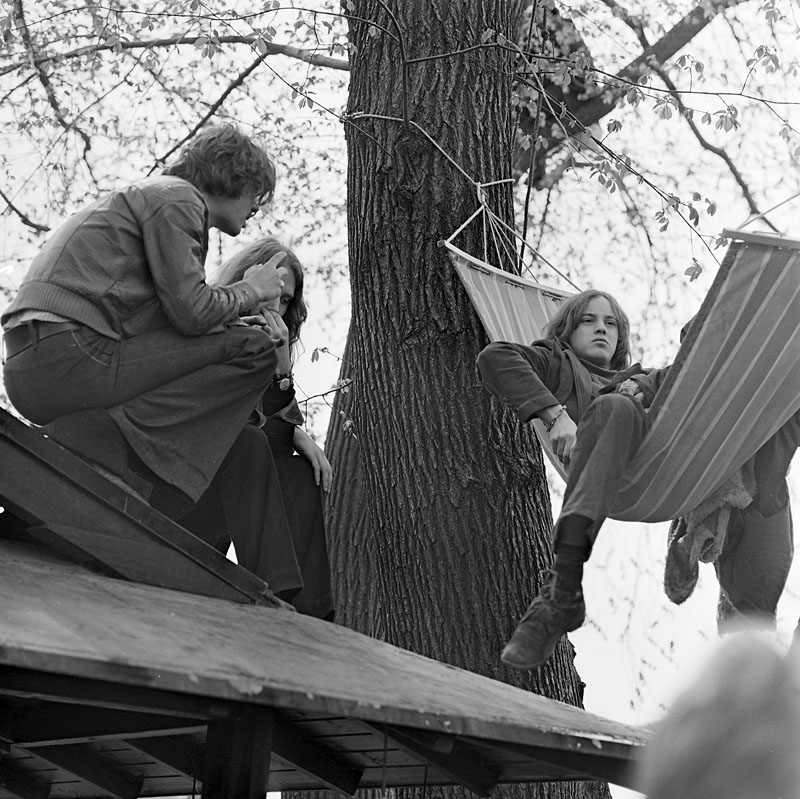
Jugendliche beim Ulmenkrieg im Mai 1971.

Der Ulmenkrieg (schwedisch: Almstriden) war eine etwa einwöchige Konfrontation im Mai 1971 zwischen der schwedischen Polizei und Umweltschützern im Zuge des U-Bahnbaus im Zentrum Stockholms.
Im Rahmen der Innenstadtsanierung Stockholms sollte der Bau der Tunnelbana-Station Kungsträdgården einem Entwurf folgen, der die Fällung einer Gruppe von etwa einem Dutzend großer Ulmen erforderlich machte. Gegen die Vernichtung der Exemplare dieser bedrohten Art erhob sich eine Protestbewegung, die über den engeren Kreis engagierter Umweltaktivisten der Gruppe „Alternativ Stad“ um Jan Wiklund weit hinausging und laut Meinungsumfragen große Zustimmung in der Stockholmer Bevölkerung genoss.
Der Protest gegen den Bau einer unterirdischen Bahnlinie wurde mit dem Einsatz der Polizei beantwortet. Höhepunkt war eine Konfrontation mit den Baumbesetzern in der Nacht vom 11. zum 12. Mai 1971. Es kam jedoch nur vereinzelt zum Einsatz von Gewalt. Als Folge der Auseinandersetzung wurde seitens der Politik vom Fällen der Bäume abgesehen, durch Änderungen am Entwurf der Station wurde die Ulmengruppe erhalten. Der Ulmenkrieg gilt als Ausgangspunkt der Wandlung von einer technokratischen zu einer bürgernäheren Kommunalpolitik in Stockholm.